# Herman Frazier
Herman Ronald Frazier (Philadelphia, 23 oktober 1954) is een Amerikaanse atleet, die gespecialiseerd was in de sprint. Hij nam eenmaal deel aan de Olympische Spelen en won hierbij twee medailles.

## Biografie
Op de Amerikaanse trials voor de spelen van 1976 eindigde Frazier als derde. Tijdens de spelen won Frazier de bronzen medaille op de 400 meter achter de Cubaan Alberto Juantorena en zijn landgenoot Fred Newhouse. Met de 4x400 meter estafetteploeg won hij de gouden medaille.
Frazier had als doel om als bobsleeër deel te nemen aan de Olympische Winterspelen 1980 in eigen land, hij haalde Amerikaanse selectie niet.

## Titels
- Olympisch kampioen 4 x 400 m estafette - 1976

## Persoonlijke records
- 200 m – 20,75 s (1976)
- 400 m – 44,95 s (1976)

## Palmares

### 400 m
- 1976:  OS - 44,95 s

### 4 x 400 m estafette
- 1976:  OS - 2.58,65

1912: Sheppard, Lindberg, Meredith, Reidpath ·
1920: Griffiths, Lindsay, Ainsworth-Davis, Butler ·
1924: Cochran, Helffrich, MacDonald, Stevenson ·
1928: Baird, Alderman, Spencer, Barbuti ·
1932: Fuqua, Ablowich, Warner, Carr ·
1936: Wolff, Rampling, Roberts, Brown ·
1948: Harnden, Bourland, Cochran, Whitfield ·
1952: Wint, Laing, McKenley, Rhoden ·
1956: Jenkins, Jones, Mashburn, Courtney ·
1960: Yerman, Young, G. Davis, O. Davis ·
1964: Cassell, Larrabee, Williams, Carr ·
1968: Matthews, Freeman, James, Evans ·
1972: Asati, Nyamau, Ouko, Sang ·
1976: Frazier, Brown, Newhouse, Parks ·
1980: Valiulis, Linge, Tsjernetski, Markin ·
1984: Nix, Armstead, Babers, McKay ·
1988: Everett, Lewis, Robinzine, Reynolds ·
1992: Valmon, Watts, Johnson, Lewis ·
1996: Harrison, Smith, Mills, Maybank ·
2000: Bada, Chukwu, Monye, Udo-Obong  ·
2004: Harris, Brew, Wariner, Williamson ·
2008: Merritt, Taylor, Neville, Wariner ·
2012: Brown, Pinder, Mathieu, Miller ·
2016: Hall, McQuay, Roberts, Merritt ·
2020: Cherry, Norman, Deadmon, Benjamin ·
2024: Bailey, Norwood, Deadmon, Benjamin